# Фудзита, Дзёэру Тима
Дзёэру Тима Фудзита (яп. 藤田 譲瑠 チマ; род. 16 февраля 2002, Токио) — японский футболист, полузащитник клуба «Санкт-Паули». Участник Олимпийских игр 2024 года.

## Клубная карьера
Родился в семье нигерийца и японки. Воспитанник клубов «Матида Окура» и «Токио Верде». Начал футбольную карьеру в составе «Токио Верде» в 2019 году. Его дебют во взрослом футболе состоялся 14 сентября 2019 года в рамках Второго дивизиона Джей-лиги против «Альбирекс Ниигата» (1:1). Впоследствии стал основным игроком команды, проведя в основном составе 45 матчей и забив 3 гола в рамках второго дивизиона.
Накануне старта сезона 2021 года перешёл в «Токусима Вортис», где дебютировал в чемпионате Японии 27 февраля 2021 года в игре с «Оита Тринита» (1:1). По итогам сезона клуб занял 17 место и вылетел в низший дивизион.
Новой командой Дзёэру Тима Фудзита в 2022 году стал «Иокогама Ф. Маринос» с которой он стал чемпионом Японии сезона 2022 года обладателем Суперкубка Японии в феврале 2023 года. Кроме того в составе команды дебютировал в Лиге чемпионов АФК.
Летом 2023 года перешёл в бельгийский «Сент-Трюйден», где кроме него играло ещё шесть представителей страны восходящего солнца. Впервые в чемпионате Бельгии он сыграл 20 августа 2023 года в игре против «Гента» (2:2).

## Карьера в сборной
Выступал за сборные Японии различных возрастов. Принимал участие в юношеском чемпионате мира 2019 года в Бразилии. Вызывался на молодёжный чемпионат Азии 2022 года в Узбекистане, завершившийся для японцев бронзовыми наградами, поскольку в решающем матче они переиграли Австралию (3:0). На следующем турнире в Катаре в 2024 году Фудзита был капитаном. На турнире Япония дошла до финала, где обыграла Узбекистан со счётом 1:0, сам Дзёэру Тима был удостоен награды лучшего игрока соревнований.
В составе национальной сборной Японии впервые сыграл под руководством Хадзимэ Мориясу 19 июля 2022 года на чемпионате Восточной Азии против Гонконга (6:0).
Летом 2024 года Го Оива включил Дзёэру Тима Фудзита в состав сборной для участия в Олимпийских играх в Париже.

## Достижения
- Победитель молодёжного чемпионата Азии: 2024
- Лучший игрок молодёжного чемпионата Азии: 2024
- Чемпион Восточной Азии: 2022
- Чемпион Японии: 2022
- Обладатель Суперкубка Японии: 2023